# Ecco la felicità!
Ecco la felicità! (La Comédie du bonheur nella versione francese) è un film del 1940 diretto da Marcel L'Herbier.
Girato a Roma, presso gli studi della Scalera Film, in doppia versione italo-francese, il film è tratto dalla commedia La comédie du bonheur (1926) di Fernand Nozière (1874-1931), adattata dal testo Samoe Glavnoe (Ciò che più importa) di Nikolaj Evreinov.

## Trama
Il banchiere Giordano, avendo dilapidato una fortuna a causa della sua filantropia, viene fatto rinchiudere dai parenti in manicomio. Riesce a fuggire rifugiandosi in una pensione dove si adopera con successo per dare la felicità ai pensionanti, rendendoli attori di una commedia di cui egli è il regista.